# One-Two-Go Airlines
One-Two-Go war eine thailändische Billigfluggesellschaft mit Sitz in Bangkok und eine hundertprozentige Tochtergesellschaft der Orient Thai Airlines.

## Geschichte
One-Two-Go nahm die Flugtätigkeit am 3. Dezember 2003 auf. Die erste Strecke war Bangkok – Chiang Mai, wo die Muttergesellschaft Orient Thai Airlines ihren Heimatflughafen hat. Zuletzt bot sie wöchentlich 168 Flüge zu unterschiedlichen Destinationen an und beschäftigte knapp 650 Mitarbeiter. Mittelfristig sollten bis zu zehn MD-82 zum Einsatz kommen. Mitte Mai 2007 wurde bekannt, dass One-two-Go 14 MD-81 aus Beständen der Japan Airlines übernehmen wollte und international expandieren möchte.
Ab dem 22. Juli 2008 wurde der Flugbetrieb bis zum 15. September 2008 eingestellt, wie die Fluggesellschaft auf ihrer Website mitteilt. Im Wesentlichen wurde der erhöhte Kostendruck als offizielle Begründung angeführt. Anderen Berichten zufolge sei gegen die Fluggesellschaft ein Flugverbot wegen eines Ermittlungsverfahrens erteilt worden. Es bestehe der Verdacht auf Missachtung von Sicherheitsvorschriften. Anfang 2009 wurde der Flugbetrieb auf den Strecken Bangkok (Don Mueang) nach Chiang Mai, Chiang Rai, Hat Yai, Phuket und neuerdings nach Trang wieder aufgenommen.
Im April 2009 wurde die Fluglinie in die schwarze Liste der Europäischen Union aufgenommen, dieses Verbot wurde am 14. Juli 2009 wieder aufgehoben.
Seit die Flotte der One-Two-Go im Jahr 2010 an die Muttergesellschaft Orient Thai Airlines überstellt wurde, bedient diese die früheren Strecken der One-Two-Go in eigenem Namen.

## Flotte
Zum Herbst 2010 wurde die zu diesem Zeitpunkt aus fünf McDonnell Douglas MD-82 bestehende Flotte der One-Two-GO in die der Muttergesellschaft Orient Thai Airlines integriert.

## Zwischenfälle
- Am 16. September 2007 wurde mit einer McDonnell Douglas DC-9-82 der One-Two-Go Airlines (Luftfahrzeugkennzeichen HS-OMG) kurz vor der Landung auf dem Flughafen Phuket ein Durchstarten eingeleitet, welches jedoch misslang, da der Schub auf Leerlauf ging. Die Maschine krachte neben der Landebahn auf den Boden, zerbrach in zwei Teile und geriet in Brand. Es befanden sich 130 Insassen (davon 123 Passagiere) an Bord, von denen 90 dieses Unglück nicht überlebten (siehe auch Flug OG 269).[8][9]